# ISO 3166-2:HM
Die zur Kennzeichnung geografischer Einheiten dienende Liste der ISO 3166-2-Codes für das australische Außengebiet Heard und McDonaldinseln enthält ausschließlich den Code für das australische Außengebiet Heard und McDonaldinseln. Es existieren keine weiteren Unterteilungen.

Dieser Code besteht nur aus einem Teil. Dieser gibt den Code gemäß ISO 3166-1 (für das australische Außengebiet Heard und McDonaldinseln HM) wieder.
Die aktuellen Codes stehen auf der Seite der ISO unter #iso:code:3166:HM zur Verfügung.